# Curimus rudis
Curimus rudis is een keversoort uit de familie pilkevers (Byrrhidae). De wetenschappelijke naam van de soort is voor het eerst geldig gepubliceerd in 1876 door Fairmaire.